# Селивановская (Виноградовский район)
Селивановская — сельский населённый пункт в Виноградовском районе Архангельской области России. Входит в состав Виноградовского муниципального округа. До 2021 года входила в состав Осиновского сельского поселения, хотя первоначально планировалось создать Конецгорское сельское поселение.

## География
Деревня Селивановская находится на правом берегу реки Северная Двина. Входит в состав села Ростовское. Через деревню проходит автотрасса Усть-Ваеньга — Осиново — Шиленьга — Корбала — Ростовское — Селивановская — Конецгорье — Рочегда — Кургомень — Топса — Сергеевская — Сельменьга — Борок — Фалюки.

## История
До 1926 года существовала Ростовская волость, куда входила деревня Селивановская, затем, до 1929 года, Ростовский сельский совет находился в Кургоминской волости. С 1954 года по 1992 год Селивановская входила в состав в составе в Конецгорского сельсовета. С 2004 по 2021 год — в Осиновском сельском поселении.

## Население
| 2002 | 2010 | 2012 |
| ---- | ---- | ---- |
| 60   | ↘36  | ↗38  |

В деревне на 1.01.2010 проживало 55 человек. В 2009 году было 59 чел., в том числе 14 пенсионеров.

### Карты
- Топографическая карта P-38-39,40. (Лист Рочегда)
- Селивановская на Wikimapia
- Селивановская. Публичная кадастровая карта